# Dieter Hildebrandt (Autor)
Dieter Hildebrandt (* 1. Juli 1932 in Berlin) ist ein deutscher Autor.

## Leben
Hildebrandt studierte in Bonn, München, Berlin und in den USA und promovierte bei Artur Kutscher. Von 1961 bis 1968 schrieb er für die Frankfurter Allgemeine Zeitung und war 1969 bis 1971 Lektor bei Suhrkamp. Hildebrandt schrieb vor allem Bücher zu Themen aus Literaturwissenschaft und Literaturgeschichte (Ödön von Horváth, Lessing), über die Geschichte des Klaviers im 19. (Pianoforte) und 20. Jahrhundert (Piano, Piano) sowie zur Geschichte seiner Heimatstadt Berlin (Die Leute vom Kurfürstendamm, Berliner Enzyklopädie). Anfang 2005 publizierte Hildebrandt eine Geschichte der neunten Sinfonie von Beethoven unter dem Titel Die Neunte.
1980 übernahm Hildebrandt die Regie und das Drehbuch für den Dokumentarfilm Der gelbe Stern – Die Judenverfolgung 1933–1945, der 1981 für den Oscar als „Bester Dokumentarfilm“ nominiert war.
Hildebrandt lebt im Spessart.

## Werke
- Der Schauspieler Bernhard Rüthling und das Münchner Hoftheater: Ein Beitrag zur Münchner Theatergeschichte. Dissertation an der Universität München 25. Juli 1957.
- Die Mauer ist keine Grenze. Menschen in Ostberlin. Diederichs, Düsseldorf / Köln 1964 DNB 452012759.
- Deutsches Mosaik. (mit Siegfried Unseld), 1972.
- Deutschland deine Berliner. 1973.
- Horváth. (Biographie von Ödön von Horváth mit Selbstzeugnissen und Bilddokumenten, Bibliographie von Petra Seidel). Rowohlt, Reinbek bei Hamburg 1975, ISBN 978-3-499-50231-6 (= Rowohlts Monographien, Band 231).
- Lessing. Biografie, 1979.
- Christlob Mylius. Ein Genie des Ärgernisses. (Preußische Köpfe 5). Berlin 1981.
- Die Leute vom Kurfürstendamm. Roman, 1982.
- Pianoforte oder der Roman des Klaviers im 19. Jahrhundert. Hanser, München / Wien 1985, ISBN 3-446-14181-2; als Taschenbuch 1988 bei dtv, München, ISBN 3-423-10990-4 und zugleich bei Bärenreiter, Kassel, ISBN 3-7618-0928-X (ein Sachbuch über die Geschichte des Klaviers im 19. Jahrhundert)
- Piano, piano! Der Roman des Klaviers im 20. Jahrhundert. Hanser, München 2000, ISBN 978-3-446-19935-4; als Taschenbuch 2002, ISBN 3-7618-1614-6 (Bärenreiter) / ISBN 3-423-20583-0 (dtv)
- Saulus, Paulus, ein Doppelleben. Hanser, München 1989, ISBN 3-446-14541-9; als Taschenbuch dtv, München 1999, ISBN 3-423-12674-4.
- Ödön von Horváth. Mit Selbstzeugnissen und Bilddokumenten. Rowohlt, Reinbek bei Hamburg 1975, ISBN 3-499-50231-3. (= Rowohlts Monographien, Band 231)
- Die Neunte. Schiller, Beethoven und die Geschichte eines musikalischen Welterfolgs. Hanser, München / Wien 2005, ISBN 3-446-20585-3.
- Die Sonne. Biographie unseres Sterns. Hanser, München / Wien 2008, ISBN 978-3-446-23018-7.
- Schillers erste Heldin: Das Leben der Christophine Reinwald, geborene Schiller. Hanser Belletristik, August 2009, ISBN 978-3-446-23332-4.
- Das Berliner Schloss. Deutschlands leere Mitte. Hanser, München 2011, ISBN 978-3-446-23768-1.
- Die Kunst, Küsse zu schreiben, eine Geschichte des Liebesbriefs. Hanser, München 2014, ISBN 978-3-446-24496-2.